# 中國香港射擊聯合總會
中國香港射擊聯合總會（Hong Kong, China Shooting Assocaition）是專門管轄香港射擊事務的組織。該組織成立於1994年。現時，中國香港射擊聯合總會是國際射擊聯盟、亞洲射擊聯盟和亞洲飛碟聯盟的成員，旗下的主要比賽為香港射擊公開賽和香港年終射擊錦標賽。

## 資料來源
1. ↑  .   [2013-12-14]. （原始内容存档于2017-01-03）.

## 外部連結
- 官方网站 （页面存档备份，存于）